# Banco de Honduras
El Banco de Honduras fue uno de los primeros bancos de carácter privado que se fundó en el país centroamericano a finales del siglo XIX, debido a que al Estado de Honduras le habían dado autorización para fundar bancos comerciales, los primeros en crearse fueron el Banco Centro-Americano y el Banco Nacional Hondureño ambos con facultad de emitir billetes, con la fusión de estos dos entes bancarios fue que nació el Banco de Honduras, S.A. con un capital de 400 000 Lempiras.
Estuvo ligado con la empresa estadounidense Rosario Mining Company que explotaba yacimientos mineros en el sector de San Juancito, Tegucigalpa y alrededores. Uno de sus mayores accionistas fue el magnate señor Washington S. Valentine un empresario estadounidense que además era copropietario de la empresa minera Rosario Mining Company, también era promotor del Ferrocarril Nacional de Honduras (FNH) que funcionaba en la costa norte, además accionista y amigo del empresario también estadounidense Samuel Zemurray que tomó posesión a la muerte de Valentine como "El rey de Honduras" debido al potencial económico que proporcionaba sus empresas bananeras en la etapa dorada de Honduras. El banco fue el primero en aceptar "papel moneda china" debido a la inmigración de este colectivo asiático al país, que generaba potencial económico y comercial a finales del siglo XIX y principios del XX.
En 1965 se afilió al First National Citibank de Nueva York que adquirió el 50 % de las acciones.
Su sede se encontraba en un emblemático edificio con arquitectura europea, frente a la "Plaza Morazán" en la ciudad de Tegucigalpa; el mismo indicaba el poderío bancario hondureño, este edificio fue demolido en la década de los setenta.